# Niall McEvoy
Niall McEvoy (* 8. April 1991 in Dromiskin) ist ein ehemaliger irischer Eishockeyspieler, der seine gesamte Karriere bei Klubs aus Dublin verbrachte.

## Karriere
Niall McEvoy begann seine Karriere beim Flyers Ice Hockey Club aus der Irish Ice Hockey League. 2009 wechselte er zum Liga- und Lokalrivalen Latvian Hawks, mit denen er 2010 irischer Eishockeymeister wurde. Nach diesem Erfolg beendete er seine Vereinskarriere.

### International
Im Juniorenalter spielte McEvoy für Irland bei der U18-Weltmeisterschaft der Division III 2009.
Er nahm mit der Herren-Auswahl von der grünen Insel an den Weltmeisterschaften der Division III 2010 und 2012 teil. Bei der Weltmeisterschaft 2011 spielte er mit seinem Team in der Division II.

## Erfolge und Auszeichnungen
- 2010 Irischer Meister mit den Latvian Hawks
- 2010 Aufstieg in die Division II bei der Weltmeisterschaft der Division III, Gruppe A